# 国頭

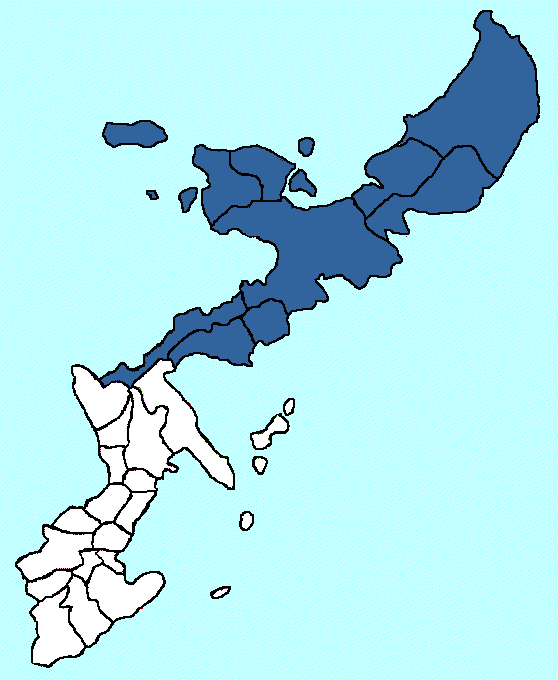
国頭。ただし伊平屋村・伊是名村は地図外。

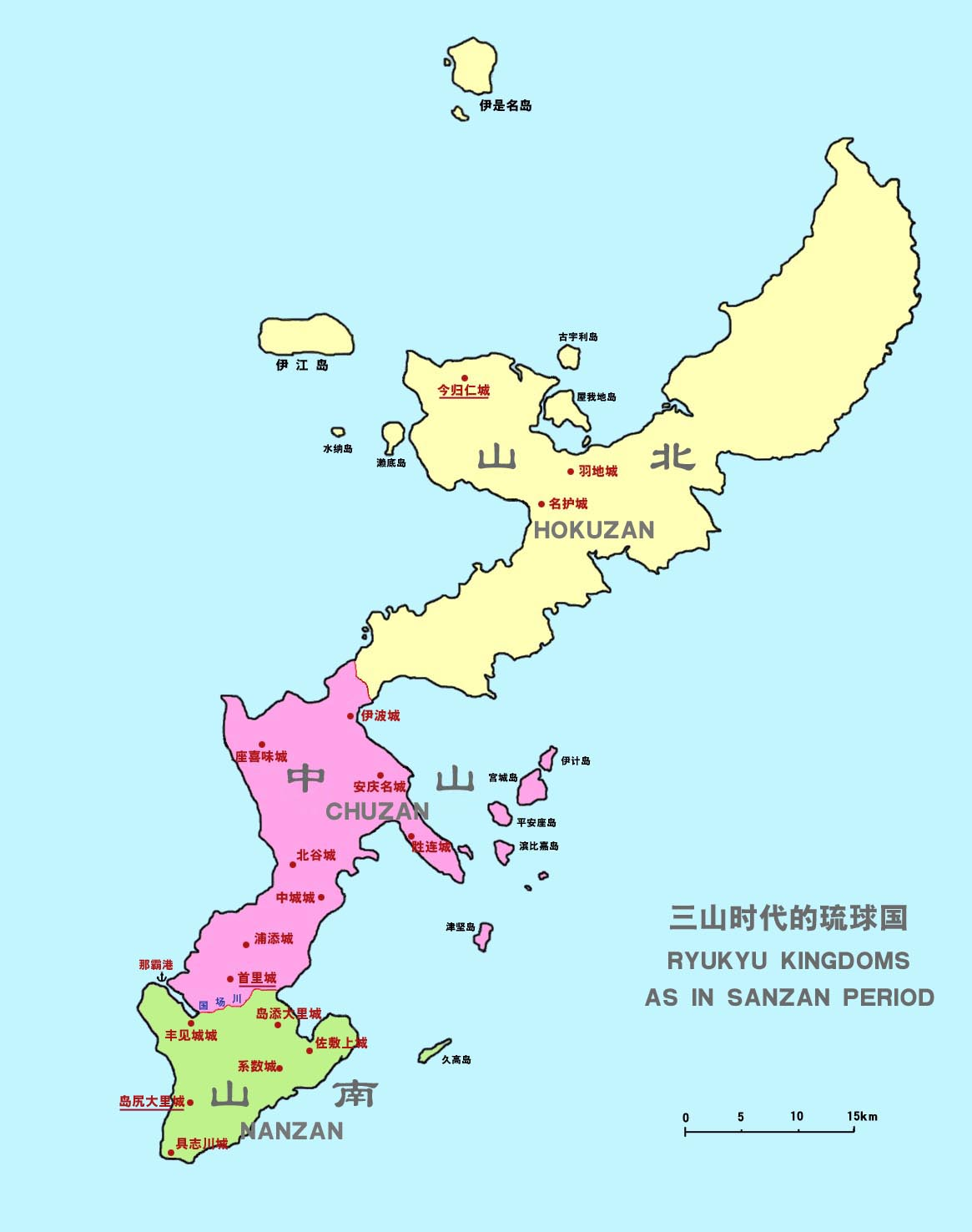
北山（山北）
中山（山中）
南山（山南）

国頭（くにがみ、くんじゃん）は、沖縄本島（および周辺島嶼）の北東地域である。国頭地方、国頭地区、国頭方、カミ。
沖縄本島は北東から南西に国頭・中頭・島尻に三分され、国頭はその1つである。中心都市は名護市。
沖縄本島に関しては、比較的山の多い森林地帯である山原（やんばる）にほぼ一致する。この他、本島周辺離島として、伊江島、伊平屋島、伊是名島の諸島群を地理的区分として含む（行政区分としては後述の通り、伊江村だけが国頭に含まれる）。
沖縄本島北部（国頭）が、奄美群島の奄美大島と徳之島、西表島と共に、2021年（令和3年）7月に世界自然遺産に登録されている。

## 歴史
沖縄本島を三分する体制は14～15世紀の三山時代に由来し、国頭は三山のうち北山の領域とほぼ同じである。
1673年に金武間切の一部と読谷山間切の一部が恩納間切（のちの恩納村）となった。のちに恩納間切は国頭方とされたため、国頭と中頭の境は北山と中山の境より東シナ海側で南に伸びている。
1896年の郡制施行では国頭方の領域に国頭郡が設置された。ただし1970年に名護市が郡を離脱したため、現在では国頭郡と名護市にあたる。
なお伊平屋間切（伊是名村と伊平屋村）は歴史的には北山・国頭方であるが、琉球王国末期までには島尻方に属するものとされ、1896年の郡制施行以降は島尻郡に属しており、国頭郡に属した事はない。ただし県議会選挙区では国頭郡区に属し、郡民体育大会では国頭郡大会に参加する。また本部警察署の管轄である。

## 市町村
市町村コード順。
- 名護市（なごし）
- 国頭村（くにがみそん）
- 大宜味村（おおぎみそん）
- 東村（ひがしそん）
- 今帰仁村（なきじんそん）
- 本部町（もとぶちょう）
- 恩納村（おんなそん）
- 宜野座村（ぎのざそん）
- 金武町（きんちょう）
- 伊江村（いえそん、離島）
- 伊平屋村（いへやそん、離島、島尻郡）
- 伊是名村（いぜなそん、離島、島尻郡）

## 苗字と氏族
国頭奥間（現在の国頭郡国頭村字奥間）の鍛冶屋が布衣時代の尚円王を支援した功により三司宮国頭親方になった。